# Georges Delpérier
Pour les articles homonymes, voir Delpérier.
Georges Delpérier né à Paris le 20 novembre 1865 et mort à Tours le 30 novembre 1936 est un sculpteur français.
Il est l'auteur entre autres de plusieurs monuments aux morts, érigés en commémoration des victimes de la Première Guerre mondiale.

## Biographie
Le père de Georges Delpérier, Jean Baptiste Delpérier (1838-1911), est vétérinaire, et également bon musicien. Sa mère Marie Cornélie DALIBON (1836-1879) est une excellente pianiste. Son grand-père maternel François Denis DALIBON (1794-1853) était propriétaire d'une maison d'édition : l'environnement familial de Georges Delpérier est favorable aux arts et à la culture.
Georges Delpérier de l'École nationale supérieure des arts décoratifs est admis à l'École des beaux-arts de Paris le 3 août 1885, il est élève de Gabriel-Jules Thomas, Moreau-Vauthier, Vital-Cornu, Charles Gauthier et d'Alexandre Falguière.
En 1895, il suit son épouse Catherine Joséphine Barbe Berthelon (1865-1955) qui est nommée à l'École normale supérieure de Tours en tant que professeur de sciences. À Tours, il consacre son existence à la création artistique : il participe à la décoration de spectacles, à la décoration d'un char pour la fête d'été à Tours, lors de la Marche triomphale en 1919 apparaît comme décor la maquette de son Poilu que l'on retrouvera sur plusieurs monuments aux morts, il dessine des costumes pour les fêtes de Tours, réalise des sculptures, des monuments, pastels, peintures, aquarelles, émaux, fait de la restauration en tant que conservateur. Ses œuvres ont figuré en de nombreuses expositions à Paris, Toulouse, Blois, Angers et Poitiers notamment.
Aussi collectionneur, il fera don de ses collections et des nombreuses maquettes de ses créations à des institutions comme le musée des beaux-arts de Tours ou le musée pédagogique de Paris. Il est Conservateur du musée lapidaire du cloître de la Psalette à Tours.
Membre de la Société des artistes français, il expose tous les ans au Salon des artistes français à partir de 1885 et y obtient une médaille de bronze et une médaille d'honneur en 1925.
Il est nommé chevalier de la Légion d'honneur par décret du 14 janvier 1925.
Il est également membre de la Société amicale des peintres et sculpteurs français, vice-président de la Société littéraire et artistique de Touraine, membre de la Société archéologique, membre de la commission des Amis de l'art et membre de la commission des musées.
Georges Delpérier a été inhumé dans le cimetière de Lafrançaise, et en fin de concession le monument qui abritait la famille Delpérier, lui et son père entre autres, est devenu un dépositoire communal.

Œuvres de Georges Delpérier
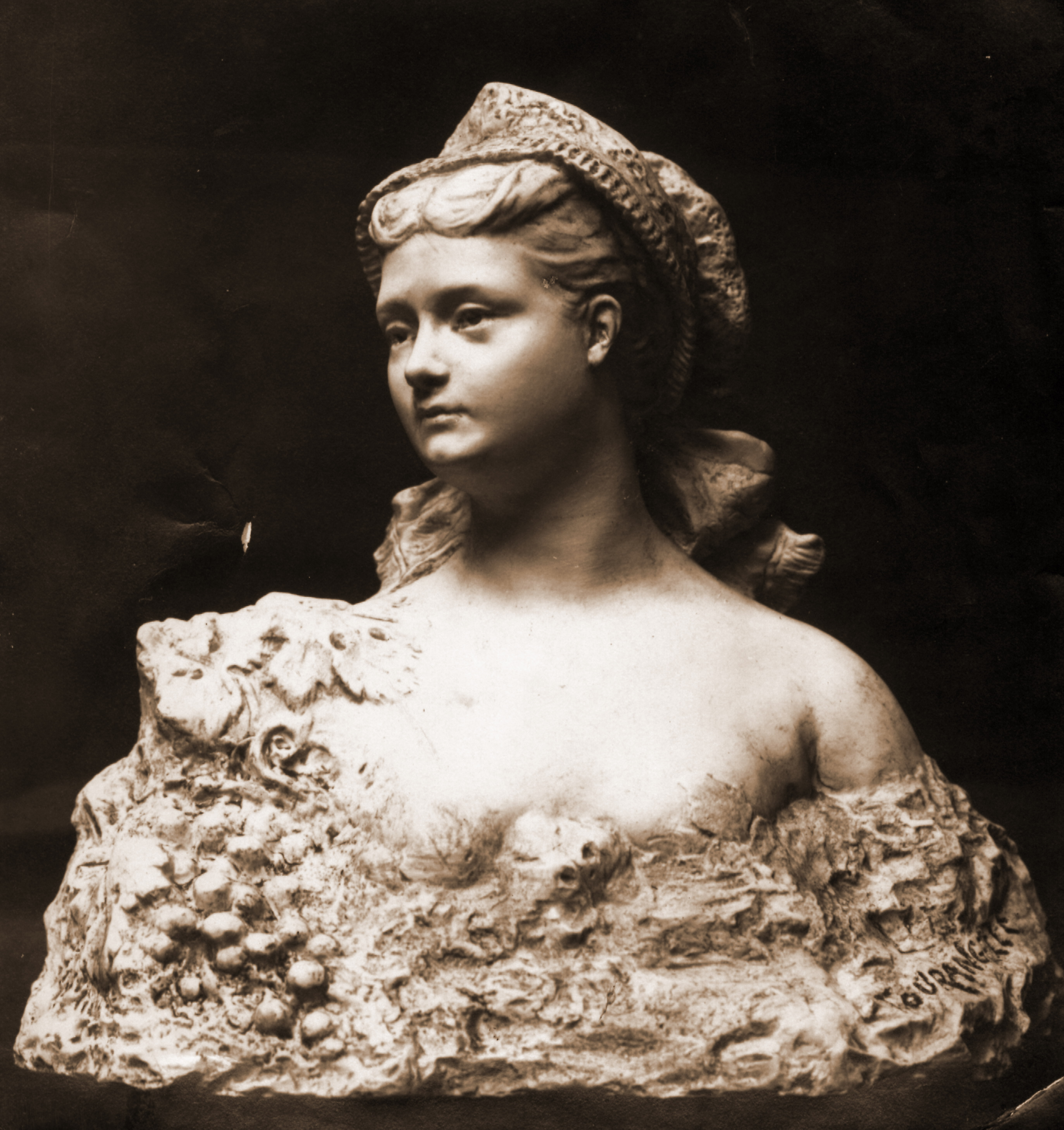
La Tourangelle, localisation inconnue.
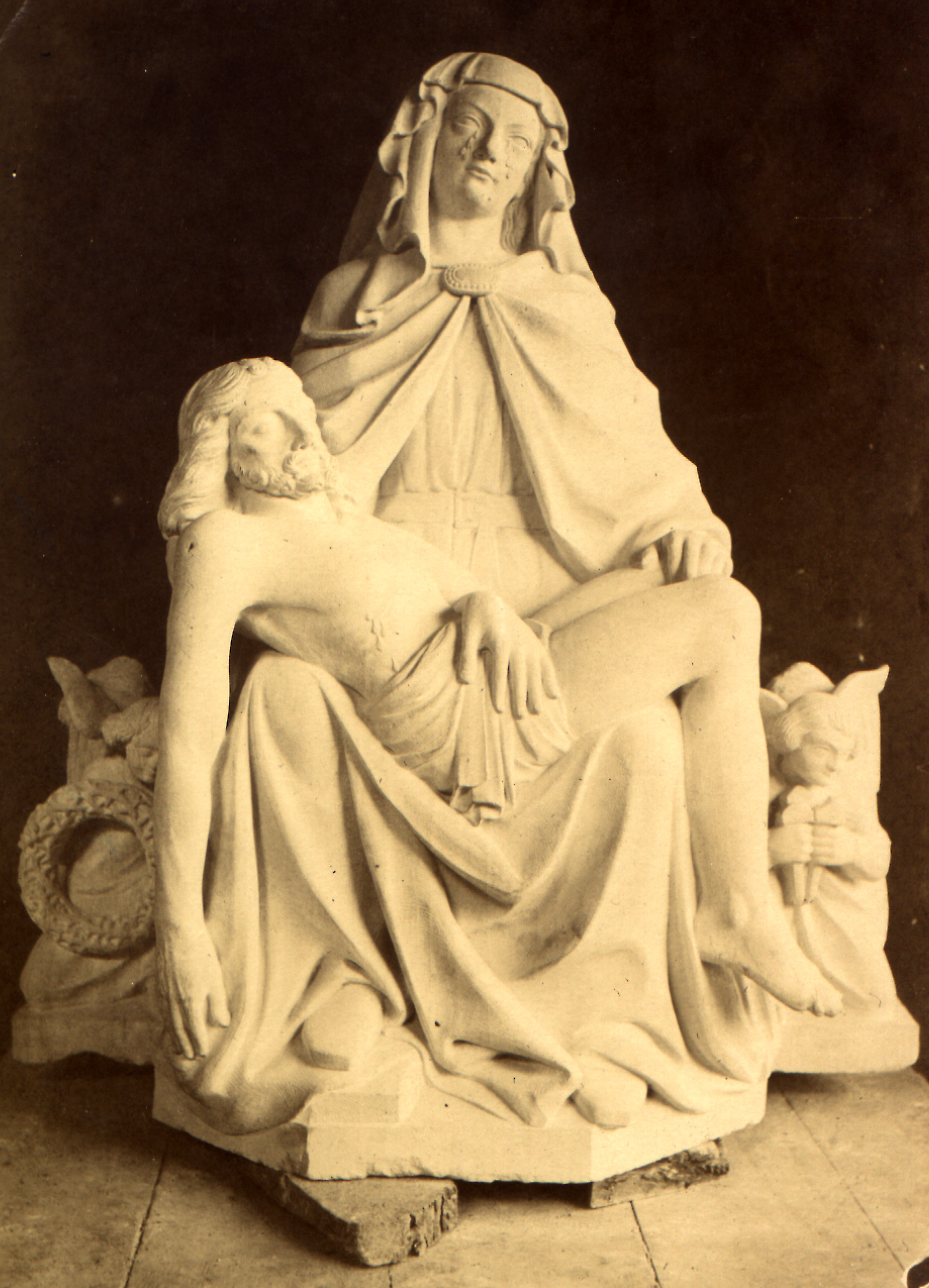
Pietà, localisation inconnue.
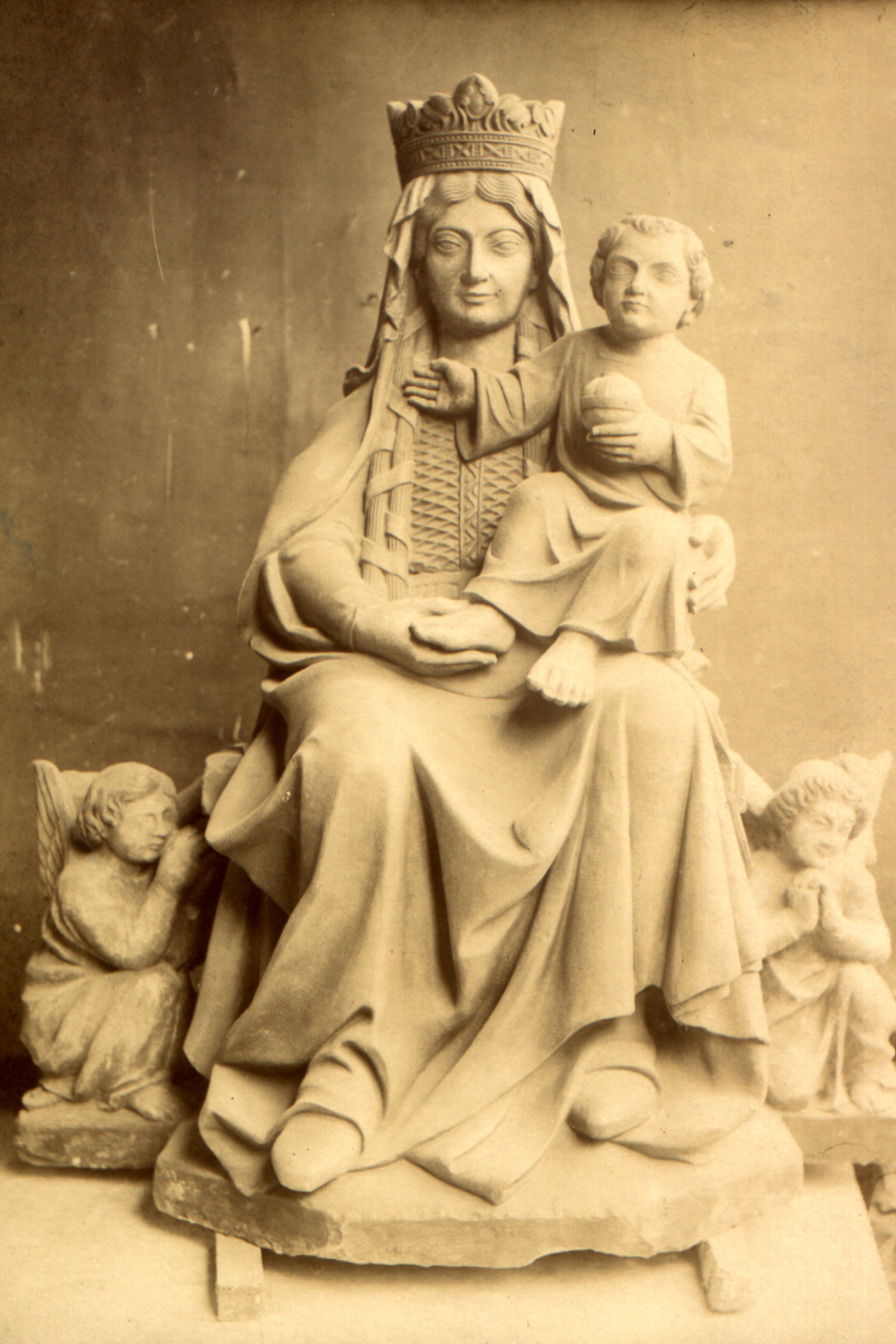
Vierge à l'Enfant, localisation inconnue.
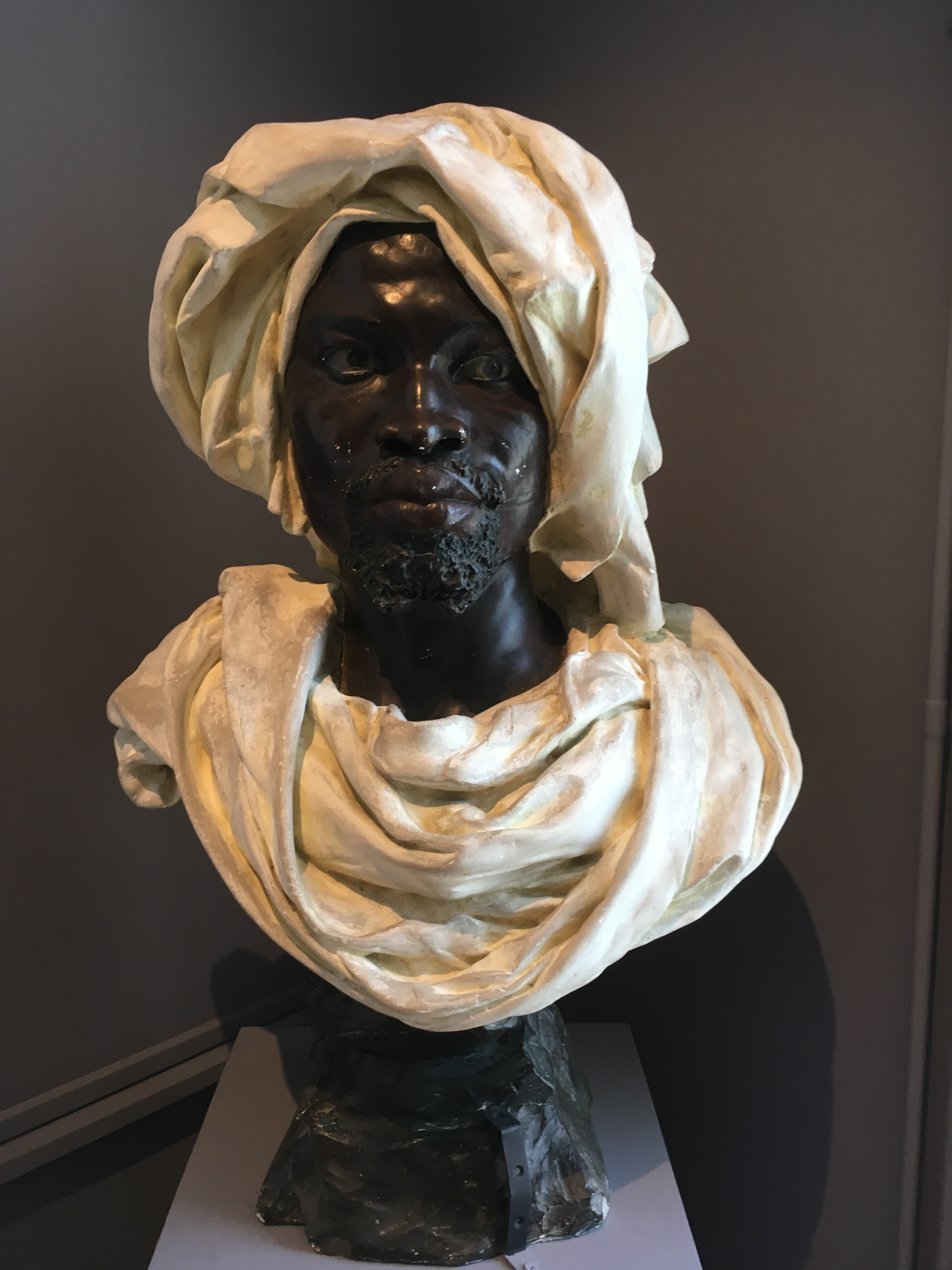
Buste d'homme (1884), plâtre teinté, musée des Beaux-Arts de Tours[17].
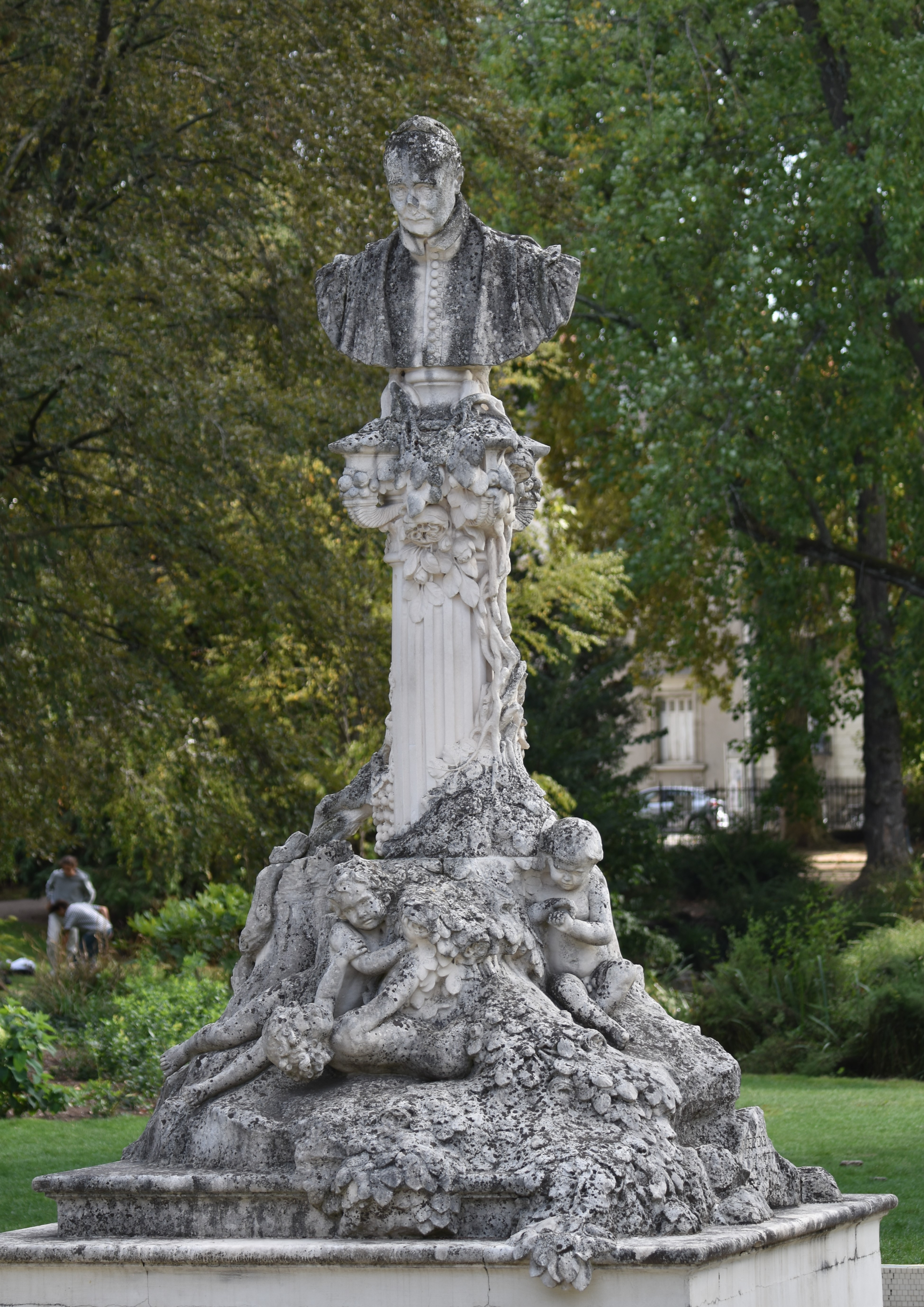
Monument à Pierre de Ronsard (1924), Tours, jardin des Prébendes.
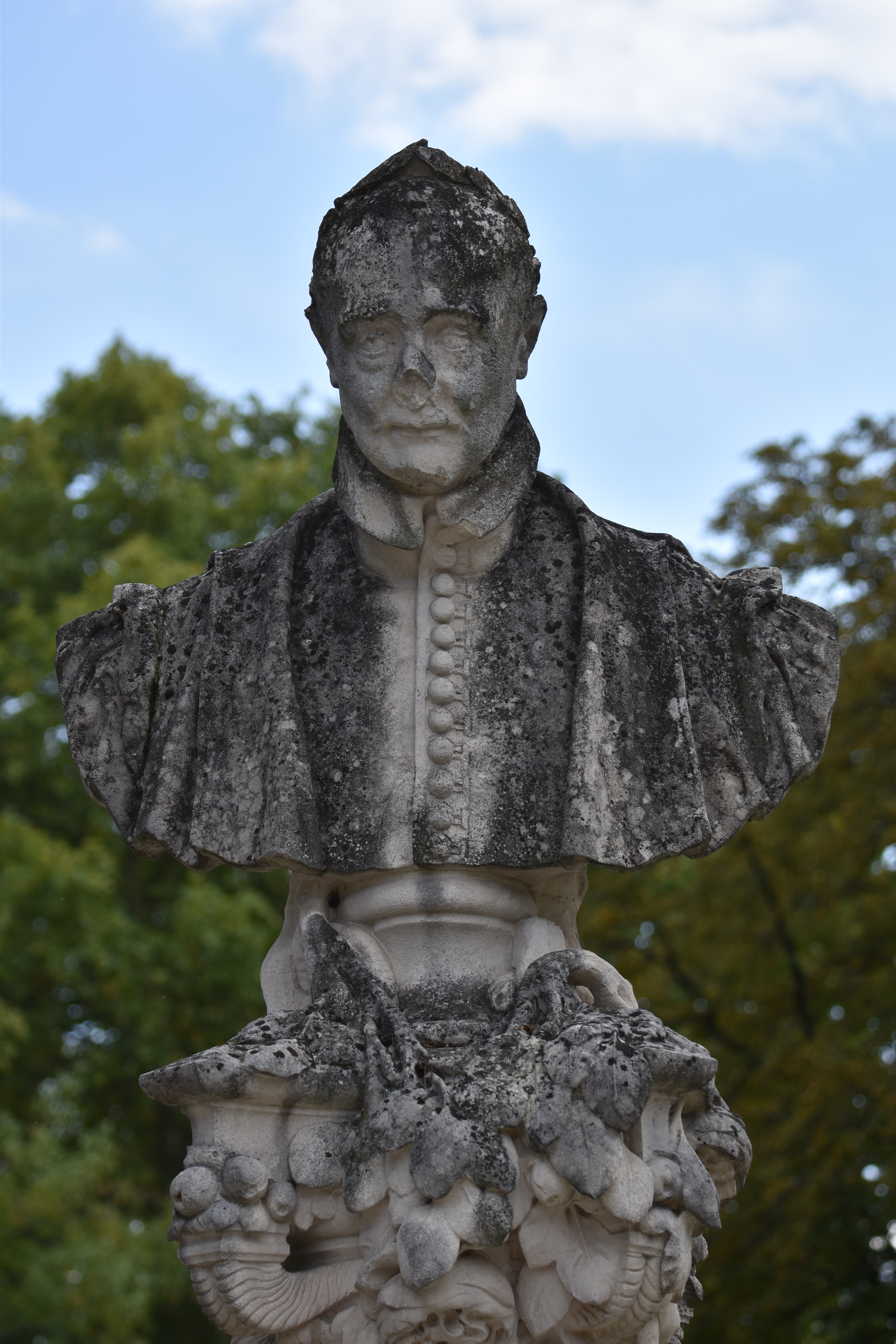
Buste de Ronsard, détail du Monument à Pierre de Ronsard (1924), Tours, jardin des Prébendes.
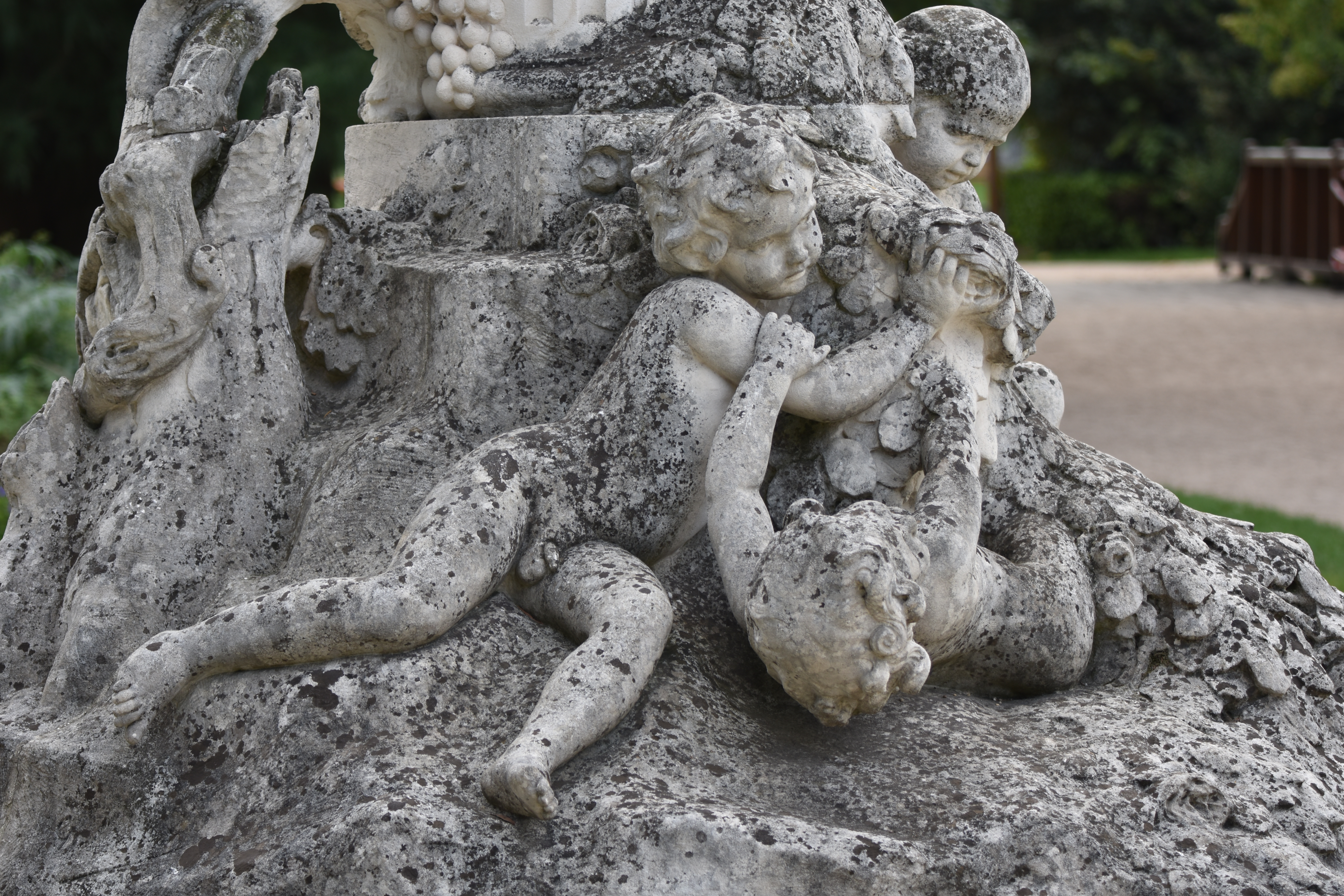
Enfants jouant, détail du Monument à Pierre de Ronsard (1924), Tours, jardin des Prébendes.

## Œuvres
On retrouve les œuvres art nouveau de Georges Delpérier dans l'inventaire de plusieurs musées français comme le Musée des beaux-arts de Tours, le Château de Saché, le Musée de Cahors Henri-Martin , au MUCEM, et aussi dans quelques musées à l'étranger comme le Smart Museum of Art ou le Musée Allard-Pierson.

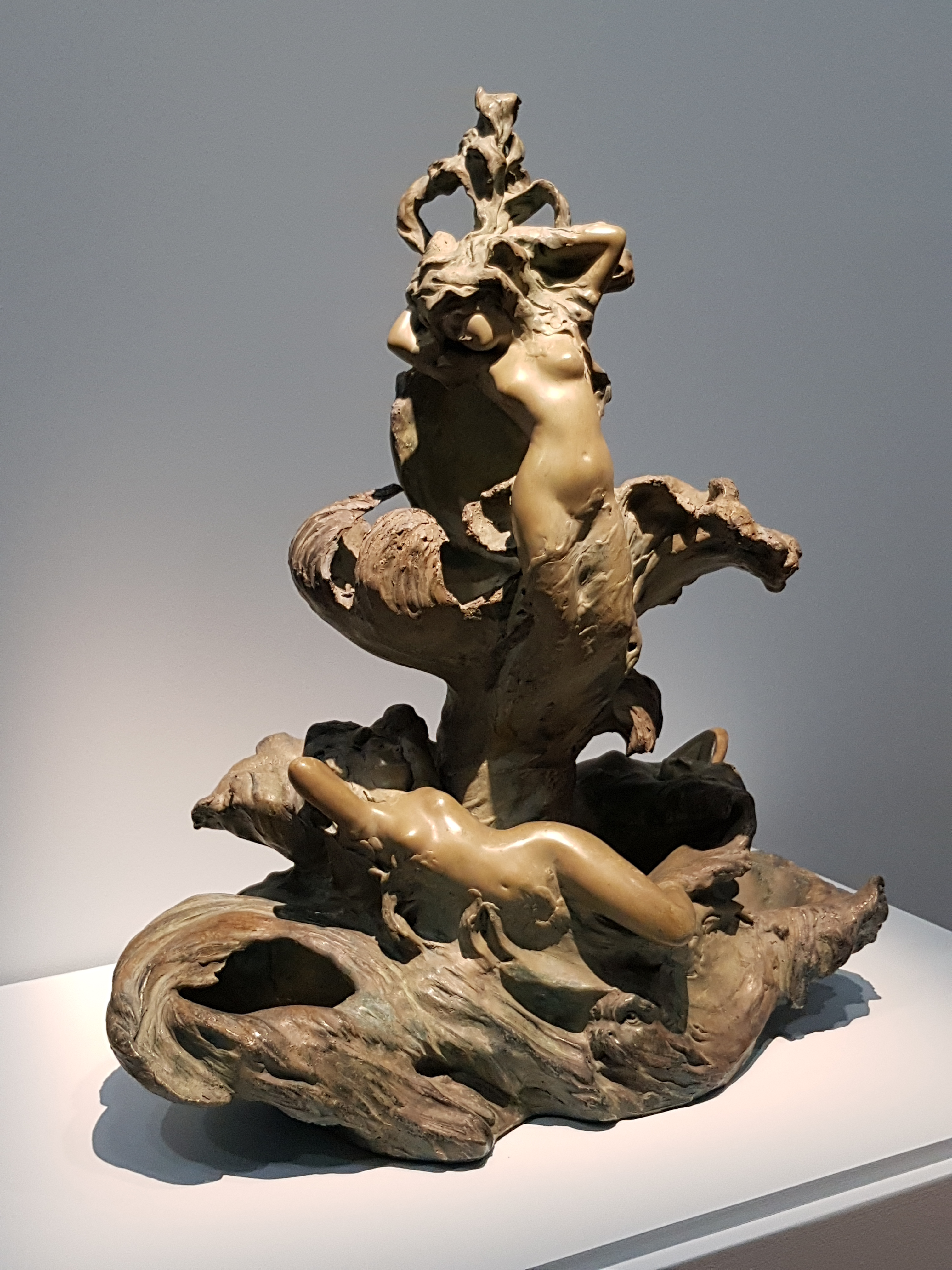
Vasque aux naïades, Musée des Beaux-Arts de Tours

Les différents matériaux utilisés sont, comme les sculpteurs de son époque :   
L'argile en modelage, finition terre cuite moulée comme le bas relief présumé de Claude Cottereau. La terre cuite est parfois peinte, avec glaçure pour les céramiques comme le groupe décoratif Coq et poule réalisé en collaboration avec le céramiste Armand Louis Carré de Busserolle ou le surtout de table réalisé pour la reine de Hollande lors de l'exposition de 1900, sa tourangelle en finition biscuit émergeant des pampres, sa vasque aux naïades à patine verte pour ressembler au bronze et son Arlequin également patiné. Ces trois derniers peuvent être vus au Musée des beaux-arts de Tours.

Le plâtre est utilisé, pour réaliser des moulages de plâtre pour la sauvegarde de formes ou des ébauches de sculptures, en tant que restaurateur et membre Société archéologique de Touraine de 1899 à1936 et aussi comme conservateur du musée Lapidaire du Cloître de la Psalette. Il utilise aussi le pâtre pour la transposition de ses œuvres vers des matériaux luxueux, ou en utilisation définitive avec finition polychrome comme son buste d'homme avec effets de patines voire monochrome pour la série buste des coiffes de France de l'inventaire du MUCEM, ou en moulage sur nature pour le Masque mortuaire et la main droite d'Anatole France, collection du musée Goüin. 

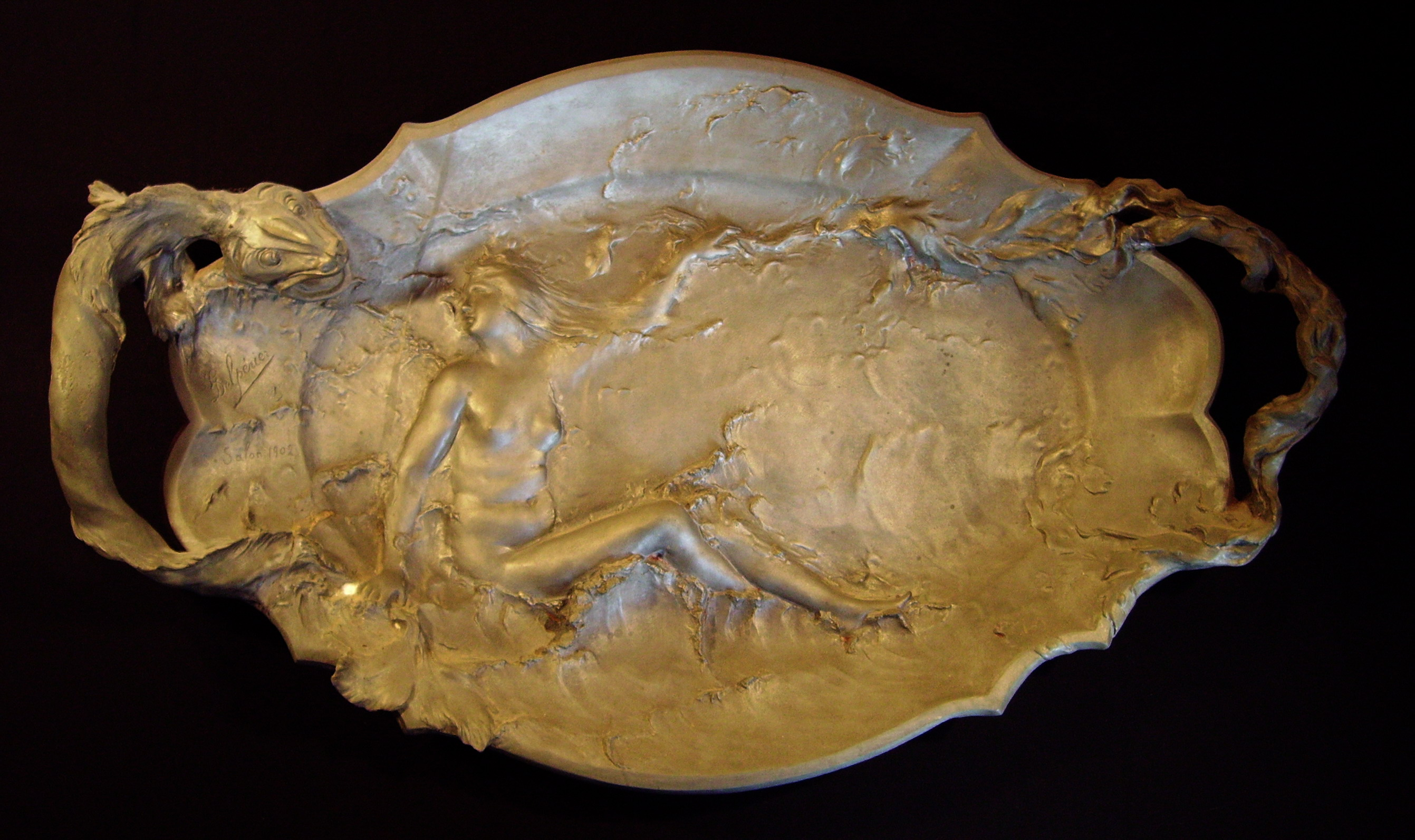
surtout (Salon 1902).

Il utilise le panneau de bois au château de la Chesnay, Athée, pour  La Chasse de saint Hubert, la cire comme le groupe Sirène blessée exposé en 1897 au Palais de l'industrie , la pâte de verre pour son Pierrot avec croissant de lune  réalisé en collaboration avec Amalric Walter, les deux noms étant inscrits sur la figurine.
Le métal, lui, est coulé puis doré ou nickelé comme le bouchon de radiateur art déco Petite poule que l'on retrouve dans plusieurs salles des ventes, sa naïade sur feuille de balisier à patines brune et jaune or du salon 1900, La Petite Laitière tourangelle en bronze patiné, la réalisation du trophée aviation 1910.

La pierre ou pierre de Lens est utilisée pour la sculpture des monuments commémoratifs, les monuments aux morts de la première guerre mondiale ou lors de ses multiples restaurations comme le Groupe des Musiciens, au cloître de la Psallette, Le Triomphe de Flore, projet de fronton pour le château du Puy-d'Artigny à Montbazon, fronton Les quatre Saisons, Quatre têtes d'enfants, dix têtes de femmes Mascarons du Château d'Artigny à Montbazon, en 1911 les sculptures des décors en collaboration avec l'architecte F. Wielworski pour l'Immeuble Art Nouveau , 7 Rue Buffon Tours , 24 années de restauration sur la Cathédrale Saint-Gatien de Tours sur les deux tours, la façade occidentale et le pignon du croisillon nord, les statues d'évêques et chevaliers. Il utilise aussi la pierre sculptée en restauration pour les Église Sainte-Catherine de Sainte-Catherine-de-Fierbois, Église Saint-Symphorien de Tours, le Château de Loches, les portails de Église Saint-Gilles de L'Île-Bouchard et le Clocher de l'Église Saint-Julien de Tours. 

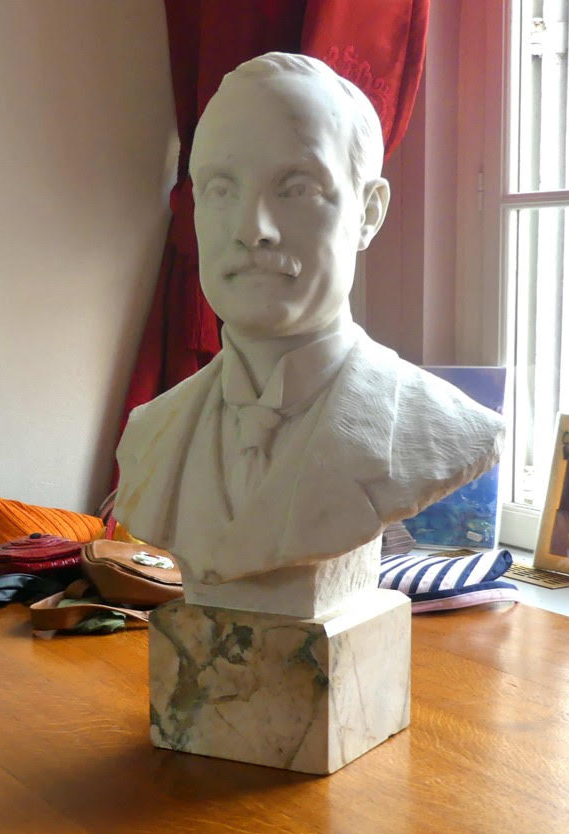
Buste de Louis Proust

Et enfin le marbre lui permet de réaliser la maquette du monument qui a été élevé à Tours à la mémoire de Pierre de Ronsard, parfois du marbre de Carrare comme la Tourangelle pour l'exposition des Beaux-Arts à Blois en 1912.
Certains bustes ont été réalisés pour des personnes influentes, comme celui de M.  Louis Proust (1978-1959) qui se trouve à la mairie de Neuillé-Pont-Pierre , et qui a été exposé au salon des artistes français au jardin des tuileries en 1925, celui de M. Edmond Sourdillon (1860-1923) se trouve au pied de l'escalier d'honneur de l'Institut de Touraine, le buste de M. Jacques Malinowski (1808-1897) fondateur de la Société des Études du Lot est dans l'inventaire du Musée de Cahors Henri-Martin, le buste Alfred de Vigny (1797-1863) a été réalisé pour le musée des beaux-arts de Tours, celui de M. Horace Hennion (1874-1952) buste en plâtre modelé du conservateur au musée des beaux-arts de Tours peut être vu au Château de Saché. Il réalise aussi des bustes en bronze pour des particuliers, comme celui du Dr  Bodin financé par une souscription de la société de secours mutuels de Tours.
En dehors des musées, ses sculptures et ses tableaux peints, se retrouvent dans les collections privées ou les hôtels de ventes comme en 2023, lors de la vente de nombreuses Œuvres fond d'atelier. On y retrouve des bronzes, des bustes des coiffe de la Niçoise en plâtre, le marbre de la Parisienne, de multiples feuilles de bronze avec Naïade sur feuille de balisier du salon 1900.

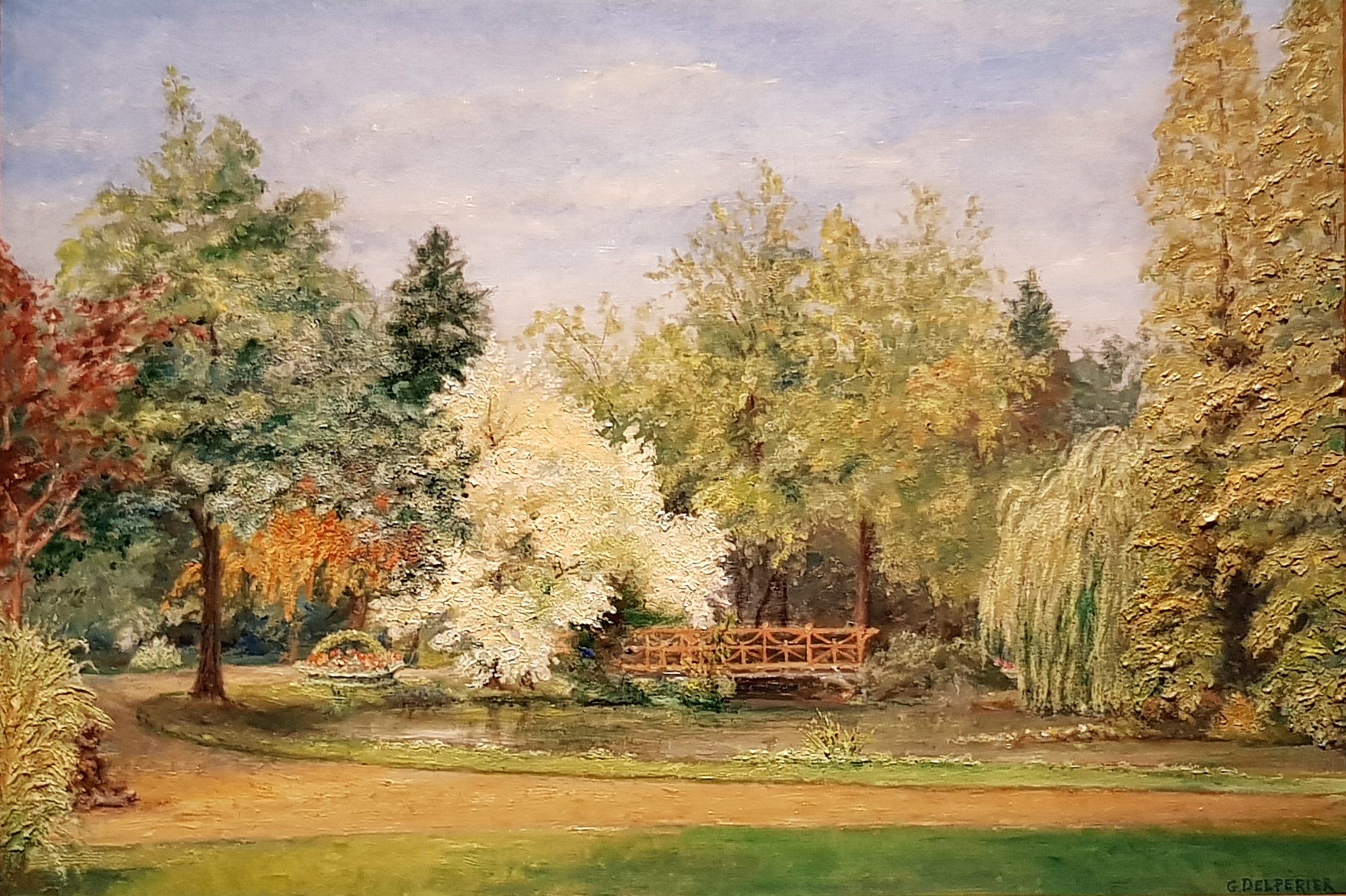
Tour, Un coin des prébendes

Georges Delpérier réalise et expose des tableaux de ses différents voyages en Alsace, à Cherbourg, en Dordogne, à Arcachon. Il expose plusieurs huiles en 1932 au IIe Salon d'automne de l'Orientine à Châtellerault, et en 1933 à Poitiers au VIe Salon de l'Orientine école des beaux-arts, une série sur l'Indre-et-Loire, le Moulin de Veigne, le Pont sur l'Indre à Courçay, Le Moulin de Monts, Le Cher à Savonnières, Le Barrage à Veigné, un vue sur Courçay, le pont de Ruau, des châteaux, des églises, la rade de Cherbourg. Deux tableaux huile sur bois se trouvent au Musée des beaux-arts de Tours, Un coin des Prébendes et Le château de Clisson.

Collection privée d'œuvres de Georges Delpérier :
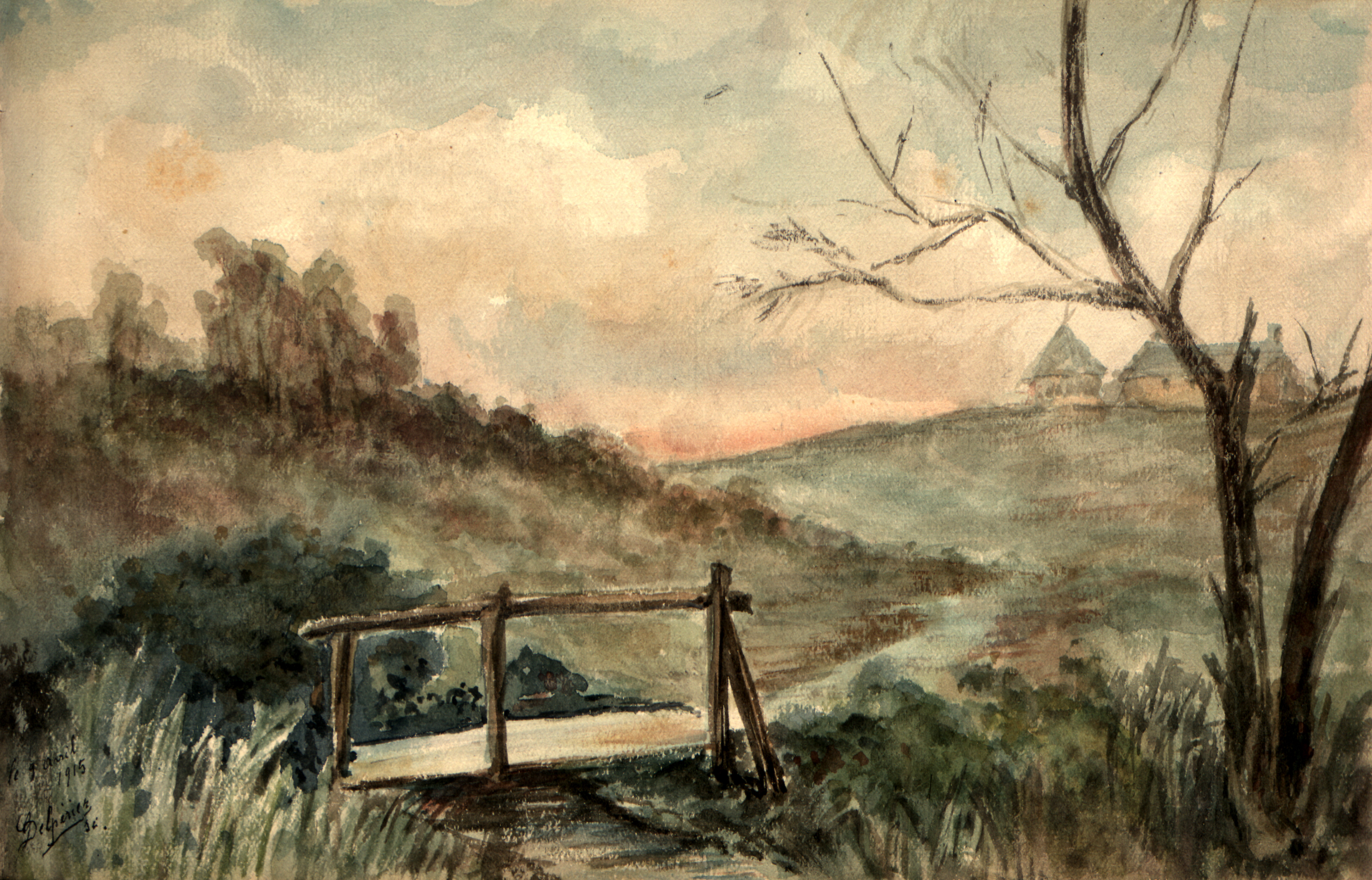
Paysage (1915), aquarelle.
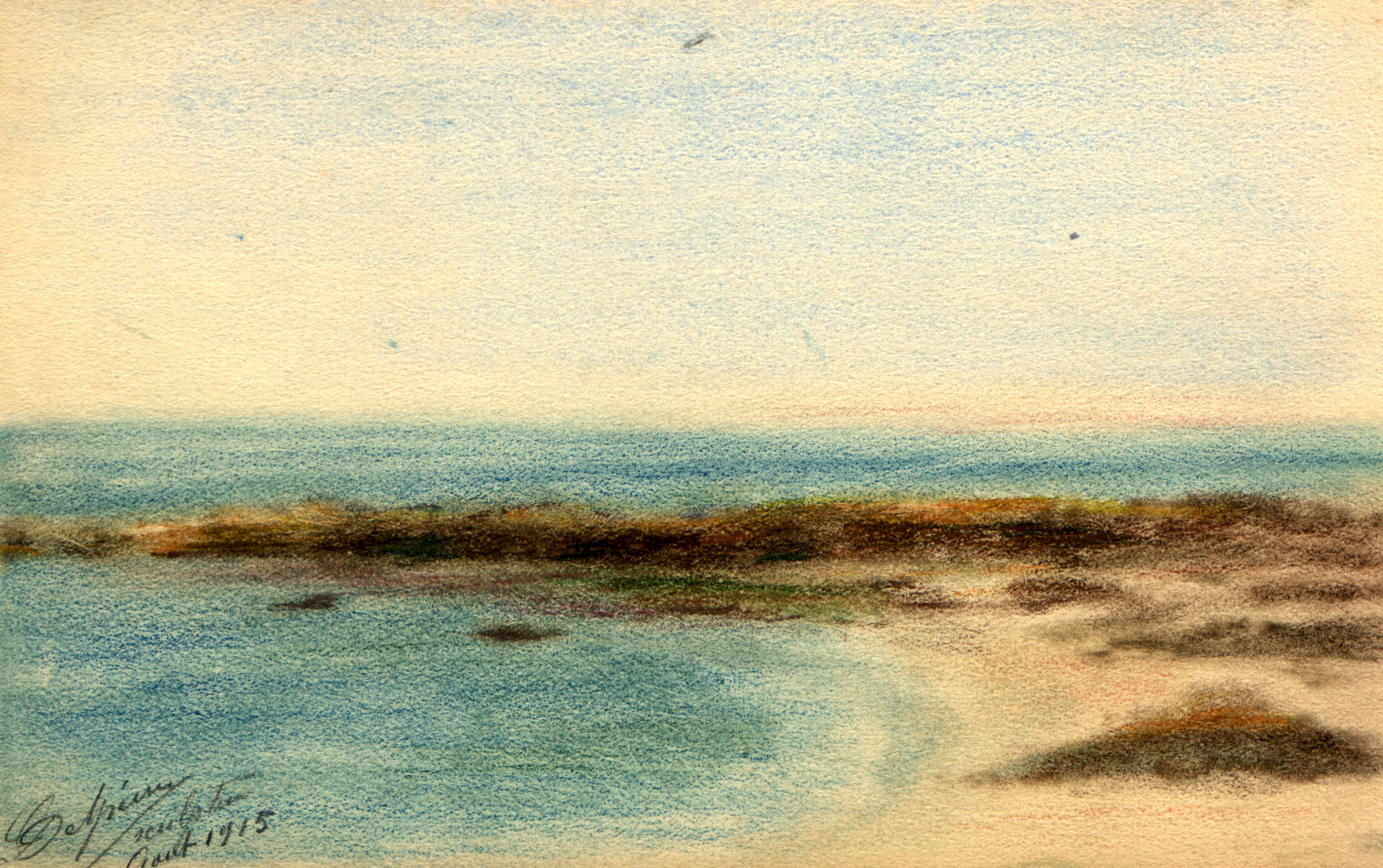
Marine (1915), pastel.

### Expositions
Pour présenter ses œuvres, Georges Delpérier a participé à de nombreux salons comme sociétaire de la  Société des artistes français ou  Société amicale des artistes peintres et sculpteurs et aussi Société des artistes décorateurs dont il était membre en 1904. On le retrouve aux  expositions des beaux-arts, Société des artistes français, Palais des Champs-Élysées à Paris (1885-1887,1890, 1897), à la Galerie des machines à Paris (1899), place de Breteuil à Paris en1900, au Grand Palais des Champs-Élysées à Paris (1902, 1912-1914, 1920-1924, 1927, 1929-1931, 1933,1934,1936), au Jardin des Tuileries à la terrasse du bord de l'eau en 1925, à l 'exposition de l'union artistique de Toulouse , galeries du Capitole en 1895, à l'exposition des beaux-arts et des arts industriels modernes à Blois en 1912, galerie de la Boëtie, 64 bis rue de la Boëtie à Paris en 1913 , et pour ses tableaux au IIe Salon d'automne de l'Orientine à Châtellerault, salle de la Redoute en 1932 , au VIe Salon de l'Orientine, école des beaux-arts de Poitiers en 1933.

#### Liste des œuvres exposées
On peut retrouver la liste des œuvres exposées et les médailles obtenues dans les divers catalogues publiés lors des expositions ou sur la base salons.musee-orsay.

### Monument

#### Monument commémoratif
Ses monuments commémoratifs ont été réalisés surtout en Indre-et-Loire. Ils sont situés dans le Jardin des Prébendes décoration du piédestal en calcaire en collaboration avec François Sicard, et son œuvre la plus connue A la gloire de Ronsard, acquise par l’État en 1924 et qui lui vaudra d'obtenir la légion d'honneur. Cette sculpture exposée plusieurs fois sous diverses formes, plâtre puis marbre, au Salon des artistes français sera inaugurée le 16 novembre 1924 à l’occasion du quatrième centenaire de Ronsard et lui permettra d'obtenir une troisième médaille au salon de 1913.
Il a réalisé des monuments moins communs, comme un enfeu de MgrRené François Renou(1844-1920) réalisé en 1923 à la Cathédrale Saint-Gatien de Tours. Au Cimetière de La Salle, le Monument à Victor Lasalle (1893-1929) Officier au 31e régiment d’aviation de Tours à Château-Renault, le buste du peintre Alexandre Ripault (1839-1911) et le monument de l'instituteur héroïque Stéphane Pitard (1908-1931), réalisé en pierre de taille à Château-Renault. Pour le buste réalisé à Saint-Christophe-sur-le-Nais en collaboration avec le mosaïste Sante Vallar, le buste en bronze a été détruit et il ne subsiste plus que le bassin inférieur de ce monument.

#### Monument aux morts
Georges Delpérier a réalisé à partir de 1919 une vingtaine de monuments aux morts érigés en commémoration des victimes de la Première Guerre mondiale. Plus de la moitié sont localisés en Indre-et-Loire, les autres en Charente, Haute-Vienne, dans le Cher, le Maine-et-Loire, la Saône-et-Loire, la Sarthe et le Val-de-Marne.

## Liste des œuvres
- |Liste des œuvres de Georges Delpérier

## Distinctions et hommage
- 1884 : Première Médaille Beaux-Arts de Paris Buste d'homme[3], plâtre teinté, musée des Beaux-Arts de Tours.
- 1885 : Médaille Bronze et Médaille Argent École nationale des Arts décoratifs[43].
- 1895 : Médaille Bronze Exposition internationale et coloniale de Saint-Étienne[43].
- 1895 : Médaille Argent Monument des combattants de 1870-1871, concours Montauban[43].
- 1899 : Médaille Argent École nationale des Arts décoratifs[43].
- 1905 :  Officier d'académie[54].
- 1913 : Troisième médaille au Salon des artistes français[55].
- 1921 :  Officier de l'Instruction publique[56].
- 1925 :  Chevalier de la Légion d'honneur[57] promotion Ronsard.
- Une rue porte son nom depuis 1941[58] à Tours, la rue Georges-Delpérier[59] , ancienne rue Borgne puis Gazomètre ou il avait sa maison et son atelier.